# Šerabad
Šerabad, Širabaddarja, u pramene Irgajly, na horním toku Mačajdarja, na dolním toku Karasu je řeka v Surchandarjinském vilajátu v Uzbekistánu. Je dlouhá 177 km. Povodí má rozlohu 2950 km² do místa, kde opouští hory.

## Průběh toku
Pramení na horském hřbetu Bajsuntau. Je pravým přítokem Amudarji.

## Vodní stav
Zdroj vody je sněhový a dešťový. Průměrný roční průtok vody u města Šerabad činí 7,5 m³/s.

## Využití
Pod městem Šerabad se od řeky odpojuje síť zavlažovacích kanálů, která je podporovaná i z řeky Surchandarja.